# Iznate
Iznate er en by og kommune i det sydlige Spanien i provinsen Málaga. Den har et indbyggertal på 947 (2024) indbyggere.